# Ranch Frijole
Le ranch Friojole (anglais : Frijole Ranch) est un ancien ranch du comté de Culberson, dans l'ouest du Texas, aux États-Unis. Situé au sein du parc national des Guadalupe Mountains, il est lui-même inscrit au Registre national des lieux historiques depuis le 21 novembre 1978.
Le ranch sert de départ pour plusieurs sentiers, parmi lesquels le Smith Spring Trail, qui conduit en premier lieu à Manzanita Spring.